# Іскрівка (колійний пост)
Іскрівка — колійний пост Сумської дирекції Південної залізниці на електрифікованій лінії  Полтава-Південна — Люботин між станціями Коломак (7,2 км) та Скороходове (7,3 км). Розташований в однойменному селі Полтавського району Полтавської області.

## Пасажирське сполучення
На платформі Іскрівка зупиняються приміські поїзди напрямку Гребінка — Полтава — Огульці.